# استنلی (بازیکن فوتبال برزیل)
استنلی (انگلیسی: Stanley؛ زادهٔ ۱۰ اوت ۱۹۸۵) بازیکن فوتبال اهل برزیل است.
از باشگاه‌هایی که در آن بازی کرده‌است می‌توان به باشگاه فوتبال اتلتیکو پارانائنزه و باشگاه فوتبال توکیو وردی اشاره کرد.